# Pallavolo Sirio Perugia 2000-2001
Questa voce raccoglie le informazioni riguardanti la Pallavolo Sirio Perugia nelle competizioni ufficiali della stagione 2000-2001.

## Organigramma societario
Area direttiva
- Presidente: Carlo Iacone

Area tecnica
- Allenatore: Massimo Barbolini
- Allenatore in seconda: Nicola Pezzetti

## Rosa
| N° | Nome                  | Ruolo | Data di nascita   | Nazionalità sportiva |
| -- | --------------------- | ----- | ----------------- | -------------------- |
| 1  | Susanne Lahme         | C     | 10 settembre 1968 | Germania             |
| 2  | Simona Fogalesi       | P     | 27 febbraio 1974  | Italia               |
| 3  | Dorota Świeniewicz    | S     | 27 luglio 1972    | Polonia              |
| 4  | Valentina Ciacca      | L     | 31 marzo 1982     | Italia               |
| 5  | Natalia Mildenberger  | C     | 19 febbraio 1978  | Argentina            |
| 6  | Elena Čebukina        | C     | 11 ottobre 1965   | Croazia              |
| 7  | Consuelo Mangifesta   | S     | 3 luglio 1968     | Italia               |
| 9  | Elisa Zeppoloni       | S     | 15 dicembre 1982  | Italia               |
| 9  | Janis Kelly           | S     | 20 marzo 1971     | Canada               |
| 10 | Cristina Gargagli     | L     | -                 | Italia               |
| 11 | Magdalena Szryniawska | P     | 17 ottobre 1969   | Polonia              |
| 12 | Mira Golubović        | C     | 15 ottobre 1976   | Serbia e Montenegro  |
| 13 | Marianna Merluzzi     | C     | 13 marzo 1974     | Italia               |